# Алимова, Наталья Амировна
Наталья Амировна Алимова (9 декабря 1978, Ленинград) — российская волейболистка, центральная блокирующая, двукратный бронзовый призёр чемпионатов Европы, мастер спорта.

## Карьера
Наталья Алимова начинала заниматься волейболом в семь лет в ленинградской СДЮСШОР «Экран» у тренера Владимира Давыдовича Финка. В начале карьеры выступала за петербургские команды «Экран» и ТТУ, в сезоне 1999/2000 годов дебютировала в составе ТТУ в Суперлиге чемпионата России.
В 2001 году вместе с прежним главным тренером ТТУ Евгением Сивковым перешла в московскую команду МГФСО, в которой отыграла один сезон. По его окончании подписала контракт с итальянским клубом-дебютантом серии A1 «Воллей-2000» из Спеццано (район города Фьорано-Моденезе), которым руководил будущий главный тренер сборной России Джованни Капрара. В 2003 году вернулась в родную команду, переименованную в «Ленинградку», отвергнув предложение от «Уралочки».
В сборной России Наталья Алимова дебютировала в 2005 году на международном турнире в Курмайёре. В июне 2005 года стала победительницей Кубка Бориса Ельцина с призом лучшей блокирующей турнира, а в сентябре того же года выиграла бронзовую медаль на чемпионате Европы в Хорватии. Также Алимова играла за сборную в 2007 и 2008 годах, завоевала вторую в карьере бронзу чемпионата Европы и была участницей Олимпийских игр в Пекине.
В 2009 году Наталья Алимова перешла из «Ленинградки» в «Динамо-Казань», но из-за разрыва крестообразных связок пропустила почти весь сезон. Вернувшись в команду из Санкт-Петербурга, Алимова по причине рецидива травмы вновь выбыла из строя во второй половине сезона-2010/11. С осени 2011 года Наталья играла за «Заречье-Одинцово», сумев полноценно вернуться в волейбол, с 2012 года на протяжении двух сезонов защищала цвета новоуренгойского «Факела».
В сезоне-2015/16 после полуторагодичного перерыва возобновила игровую карьеру в «Ленинградке», причём выступала не на привычной позиции центральной блокирующей, а в амплуа доигровщицы.
Наталья Алимова замужем за прыгуном с шестом и тренером Игорем Транденковым. 21 ноября 2018 года у них родилась дочь Злата. Отец Амир Хайдарович играл в институтской волейбольной команде, а мать — мастер спорта по волейболу.

## Достижения
- Бронзовый призёр чемпионатов Европы 2005 и 2007 годов.
- Участница Олимпиады-2008.
- Бронзовый призёр Кубка вызова (2008/09).